# Stadtwerke Ludwigsburg-Kornwestheim
Die Stadtwerke Ludwigsburg-Kornwestheim GmbH (SWLB) ist ein Strom-, Erdgas-, Trinkwasser- und Breitband-Versorgungsunternehmen im Landkreis Ludwigsburg. Die Eigentümer sind die Städte Ludwigsburg (74,9 %) und Kornwestheim (25,1 %). In Baden-Württemberg zählt die SWLB mit einer Bilanzsumme von rund 285 Millionen zu den führenden Energiedienstleistern. Sie erbringt Dienstleistungen für rund 180.000 Einwohner in Ludwigsburg, Kornwestheim und umliegenden Städten und Gemeinden.

## Geschichte

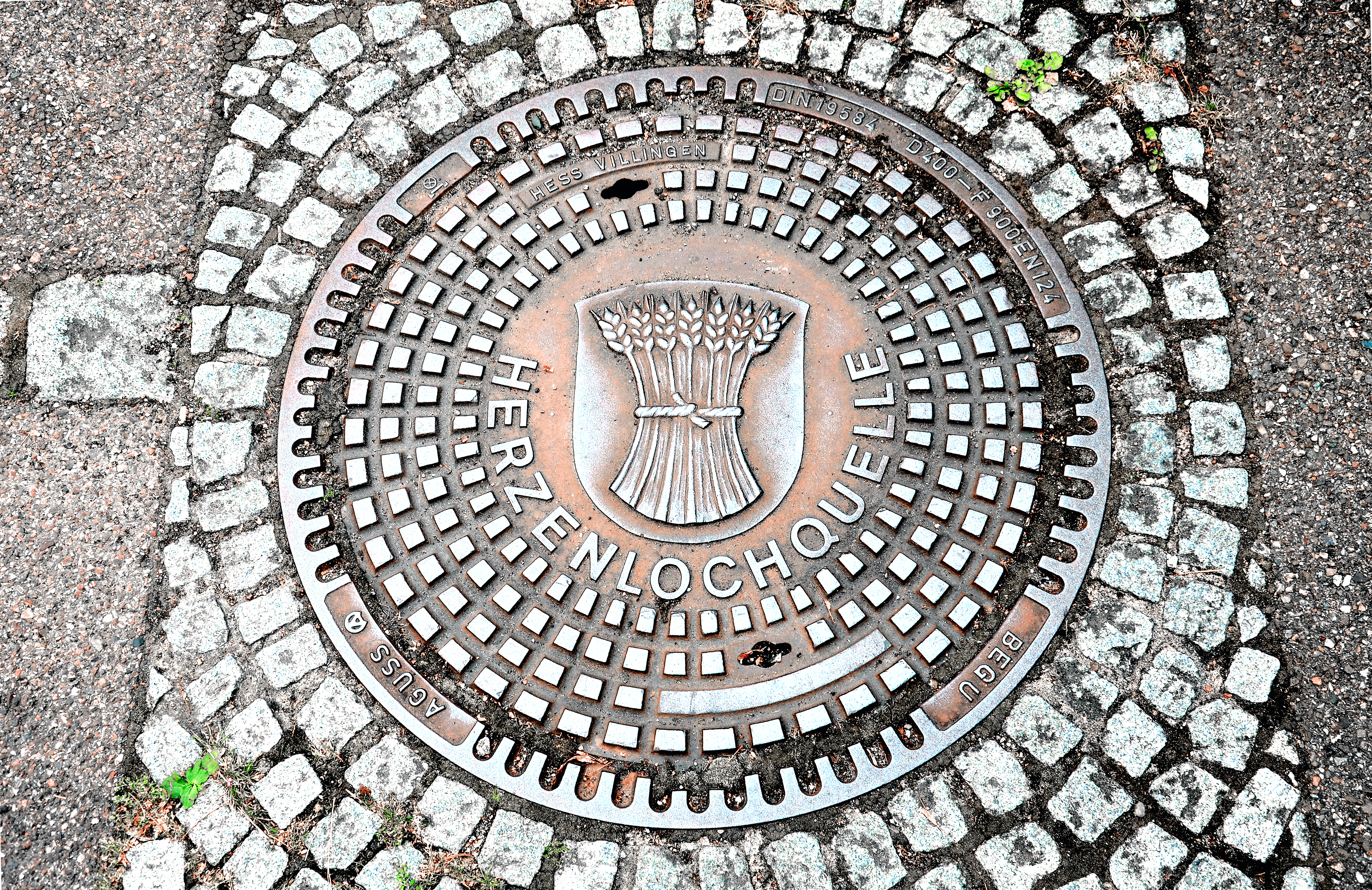
Kanaldeckel über der Herzenlochquelle mit dem Wappen der Stadt Kornwestheim;
laut Inschrift entworfen und produziert von Hess und Aguss

Historisches Logo

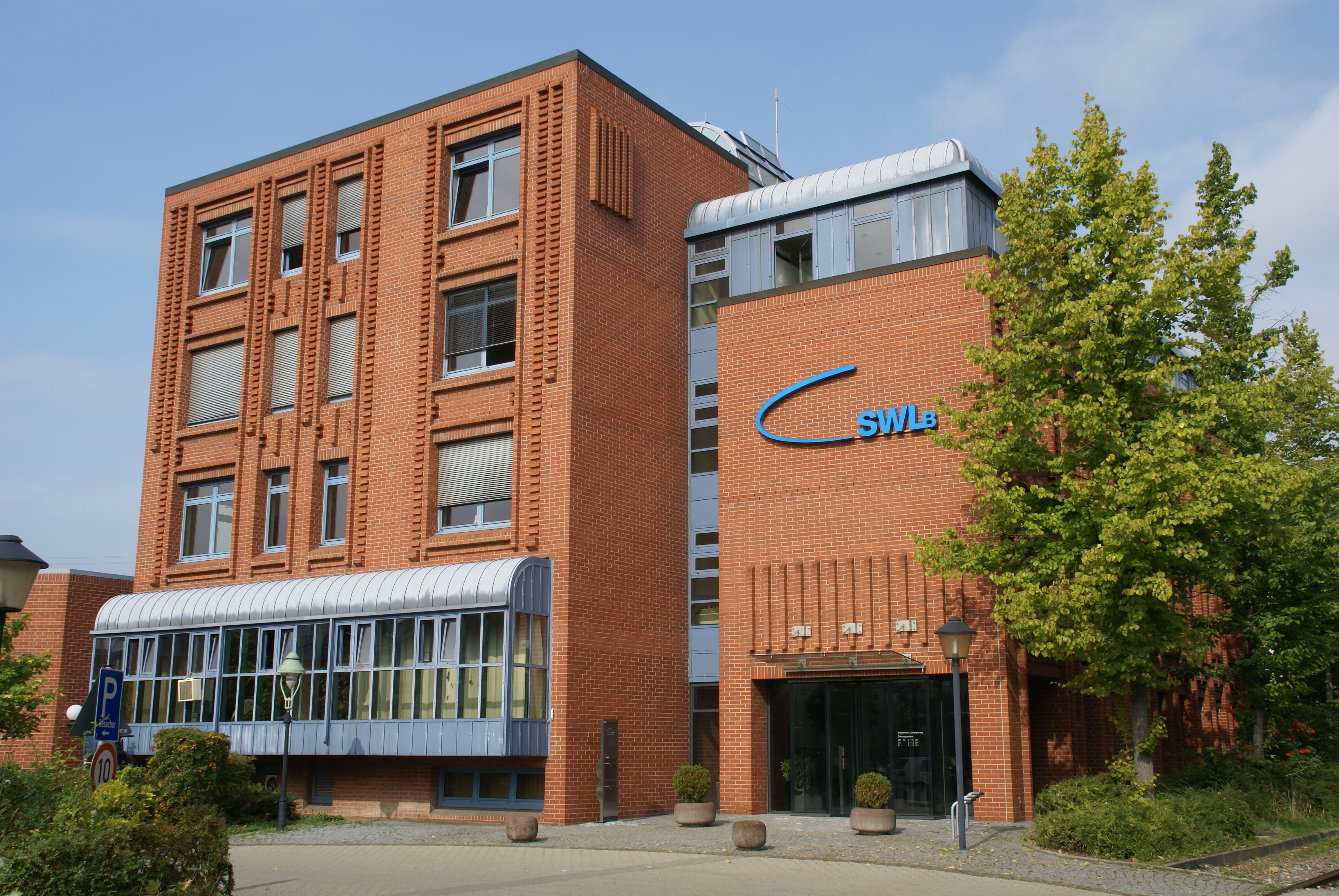
Verwaltung

1857 beschloss die Stadtverwaltung den Bau einer städtischen Gasanstalt. 1858 ging dieses in Betrieb, Pächter war H.P. Stephenson. Am 1. August 1860 übernahm die Stadtgemeinde Ludwigsburg den Betrieb ihres Gaswerkes auf eigene Rechnung und gründete die Stadtwerke; das Gas diente damals nur zur Beleuchtung. 1862 wurden die ersten „Verwaltungsnormen“, die Vorläufer des heutigen Gesellschaftsvertrages, aufgestellt. Seit 1866 liefert die SWLB Wasser. Die Stadtwerke Ludwigsburg gehören zu den Gründungsmitgliedern der 1912 geschaffenen Landeswasserversorgung. 1916 wurde die Stadt an das LW-Netz angeschlossen. Seit 1958 bezieht die Stadt zudem auch Trinkwasser von der Bodensee-Wasserversorgung. Seit 1858 wurde 105 Jahre lang Gas vor Ort produziert – 1963 legten die Stadtwerke ihre Gasproduktionsanlagen still. Das Gas wird fortan per Fernleitung bezogen. 1971 wurde das städtische Unternehmen in eine GmbH umgewandelt.

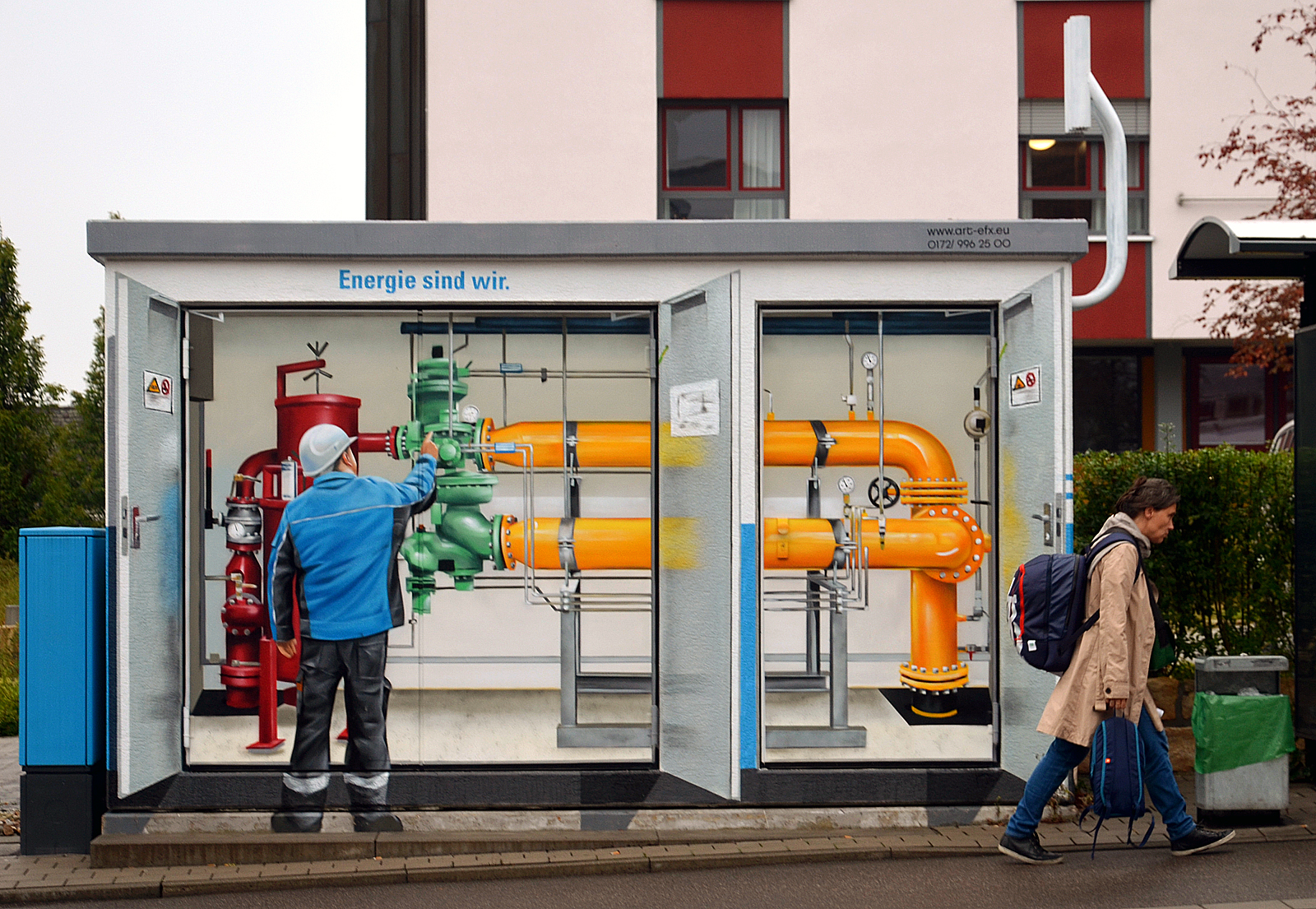
Wartungshäuschen mit Graffiti als Kunst in der Stuttgarter Straße in Kornwestheim

Kurz vor der Jahrtausendwende stieg das Unternehmen in den Freizeitbereich und Gesundheitspflege ein: Die Stadt Ludwigsburg übertrug den Stadtwerken ihre Bäder und die Kunsteisbahn. Zusammen mit den Stadtwerken Bietigheim-Bissingen gründete die SWLB in Pattonville, einem ehemaligen US-Truppenstandort, 2001 die PEW. 2006 gingen die Stadtwerke Ludwigsburg-Kornwestheim unter die Stromlieferanten und stiegen ins Stromgeschäft ein, 2007 übernahm die SWLB die Gasversorgung der Schillerstadt Marbach. 2008 fusionierte die SWLB mit den benachbarten Stadtwerken in Kornwestheim. 2009 ging das damals in Baden-Württemberg größte und modernste Holzheizkraftwerk ans Wärme- und Stromnetz. 2013 haben die Stadtwerke von den Städten Ludwigsburg und Kornwestheim die Stromkonzession übertragen bekommen. Seit 2015 überziehen die Stadtwerke Ludwigsburg mit einem Glasfasernetz. 2020 wurde die bundesweit größte Solarthermie-Anlage in Betrieb genommen.